# Norah Hoult
Eleanor Lucy Hoult, plus connue sous le nom de plume Norah Hoult (10 septembre 1898 – 6 avril 1984) est une écrivaine irlandaise. Ses thèmes de prédilection sont l'alcoolisme, la prostitution, la dynamique de classe et les mariages malheureux.

## Biographie
Nora Hoult naît à Dublin le 10 septembre 1898. Sa mère, Margaret O'Shaughnessy, catholique, s'enfuit à l'âge de 21 ans avec Powis Hoult, un architecte protestant anglais. Ses parents meurent alors qu'elle n'a que neuf ans. Elle est envoyée, avec son frère, vivre avec ses grands-parents paternels en Angleterre. Les deux enfants sont scolarisés dans divers pensionnats du nord du pays.
Nora Hoult commence une carrière de journaliste et travaille d'abord au Sheffield Daily Telegraph, puis au The Telegraph et enfin au Pearson’s Magazine. En 1928, elle publie son premier recueil de nouvelles, Poor Women! qui reçoit les éloges de la critique et sera réimprimé plusieurs fois, individuellement et dans des éditions sélectionnées. Il est suivi en 1930 par un roman, Time Gentlemen! Time!  qui traite du mariage malheureux d'une femme avec un alcoolique. Ce roman illustre l'intérêt de Nora Hoult pour dépeindre les contraintes sociales, le maintien de la respectabilité en Irlande dans les années 1930 et 1950 et l'influence de l’Église Catholique sur la vie quotidienne des Irlandaises.
Nora Hoult épouse l'écrivain Oliver Stonor et vit avec lui pendant un an au Cottage du Windsor Great Park, leur mariage est dissous en 1934. En 1931, elle retourne en Irlande puis passe deux ans, dès 1937, à New York. Ses deux livres suivants, Holy Ireland (1935) et sa suite Coming from the Fair (1937), décrivent la vie de famille irlandaise avant la Première Guerre mondiale.
En 1939, elle s'installe à Bayswater, près de Violet Hunt, qui lui inspire le personnage de Claire Temple, de There Were No Windows (1944), une romancière souffrant de démence durant le Blitz. Elle également proche de l'écrivain James Stephens et du poète Oliver St John Gogarty.
Nora Hoult rentre en Irlande en 1957 et meurt le 5 avril 1984, à Jonquil Cottage, Greystones dans le Comté de Wicklow.

## Œuvre
Nora Hoult publie vingt-cinq romans et quatre recueils de nouvelles, dont : 
- Poor Women! (nouvelles, 1928)
- Time Gentlemen! Time! (1930)
- Apartments to Let (1931)
- Youth Can't Be Served (1933)
- Holy Ireland (1935)
- Coming from the Fair (1937)
- Four Women Grow Up (1940)
- Augusta Steps Out (1942)
- Scene for Death (1943)
- There Were No Windows (1944)
- House Under Mars (1946)
- Farewell Happy Fields (1948)
- Sister Mavis (1953)
- A Death Occurred (1954)
- Journey Into Print (1954)
- Father Hone and the Television Set (1956)
- Father and Daughter (1957)
- Husband and Wife (1959)
- The Last Days of Miss Jenkinson (1962)
- A Poet's Pilgrimage (1966)
- Only Fools and Horses Work (1969)
- Not For Our Sins Alone (1972)
- Two Girls in the Big Smoke (1977)